# Макклелланд, Джеймс
Джеймс Ллойд «Джей» Макклелланд (англ. James Lloyd "Jay" McClelland; род. 1 декабря 1948 г.) — стипендиат фонда Люси Стерн, профессор Стэнфордского университета, бывший заведующий кафедрой психологии. Самой известной его работой является исследование статистического обучения и параллельно распределенной обработки данных, применяя коннекционистские модели (модели нейронных сетей), чтобы объяснить когнитивные явления, такие как распознавание устной речи и письма. Макклелланд сделал грандиозный вклад в отношении «революции коннекционизма» 1980-х годов, что вызвало небывалый рост научной заинтересованности в коннекционизме.
Член Национальной академии наук США (2001 г.).

## Юность и образование
Макклелланд родился 1 декабря 1948 года в семье Уолтер Мур и Фрэнсис (Шаффер) Макклелландов. Он получил степень бакалавра в области психологии в Колумбийском университете в 1970 году и докторскую степень по когнитивной психологии в Пенсильванском университете в 1975 году. 6 мая 1978 года женился на Хейди Марша Фельдман, имеет двух дочерей.

## Карьера
В 1986 году Макклелланд с Дэвидом Румельхартом опубликовали «Параллельно распределенная обработка: Исследование микроструктуры познания», которую некоторые до сих пор рассматривают как библию для когнитивных ученых. Сейчас его работа в основном фокусируется на обучении, процессах памяти и психолингвистике, как и ранее в рамках коннекционистских моделей. Он является бывшим председателем комитета премии Румельхарта в сотрудничестве с Румельхартом, что длилась много лет, и сам получил награду в 2010 году на ежегодной конференции союза когнитивистов.
Макклелланд и Дэвид Румельхарт известны своей дискуссией со Стивеном Пинкером и Аланом Принцем о необходимости языково-специфичного модуля обучения.
Осенью 2006 года Макклелланд переехал в Стэнфордский университет из Университета Карнеги-Меллона, где он был профессором психологии и когнитивной нейронауки. Он также имеет неполное назначение консультирующего профессора неврологии и афазии исследовательского подразделения (Нару) в Школе психологических наук Манчестерского университета.

## Награды
- Премия «Разум и мозг»[5]
- Премия Гравемайера Университета Луисвилля в области психологии, 2002[4]
- Премия Уильяма Во. Камминга от Колумбийского университета, 1970[4]
- Награда за Профессиональное развитие ученого от Национального института психического здоровья, 1981—1986, 1987—1997[4]
- Научный сотрудник Национального научного фонда, 1970—1973[4]
- Премия Румельхарта 2010[6]
- Премия Ш. де Карвальо-Хайнекена 2014[7]